# Oviparidade

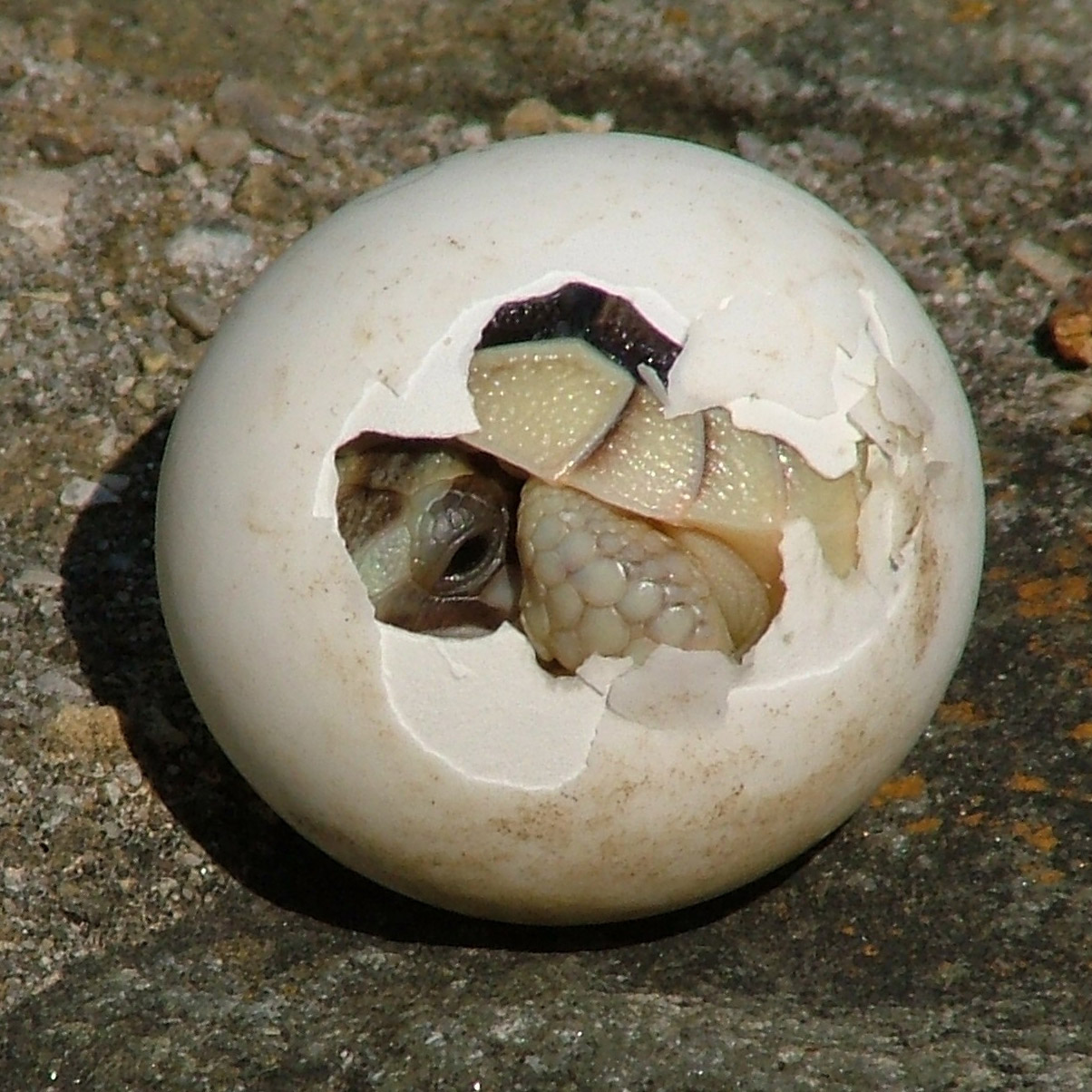
Filhote de tartaruga a sair do ovo, provavelmente da espécie Testudo marginata

Em biologia, os animais ovíparos são aqueles cujo embrião se desenvolve dentro de um ovo em ambiente externo sem ligação com o corpo da mãe.
Este é o método de reprodução da maioria dos peixes, anfíbios, répteis, todas as aves, os monotremados, e a maioria dos insetos, moluscos e alguns aracnídeos.
Ao ato de colocação dos ovos no ambiente pela fêmea, seja num ninho de palha, num buraco cavado no chão para esse fim, na superfície de uma folha ou em outros sítios, dá-se o nome de ovoposição.